# Rheasilvia
Rheasilvia /re.a'sil.vi.a/ este cea mai proeminentă formă de relief de pe asteroidul Vesta și se crede că este un crater. Are 505 kilometri (314 mi) în diametru, care este de 90% din diametrul Vestei în sine și are 95% din diametrul mediu al Vestei, 529 kilometri (329 mi). Cu toate acestea, media este afectată de craterul însuși. Este 89% din diametrul mediu ecuatorial de 569 kilometri (354 mi), făcându-l unul dintre cele mai mari cratere din Sistemul Solar și la 75°S latitudine, acoperă cea mai mare parte a emisferei sudice. Vârful din centrul craterului are 200 kilometri (120 mi) în diametru și se ridică 20-25 km de la baza sa, făcându-l unul dintre cei mai înalți munți cunoscuți din Sistemul Solar.

## Observare și numire
Rheasilvia a fost descoperită în imaginile telescopului spațial Hubble în 1997,  dar nu a fost numită până la sosirea sondei spațiale Dawn în 2011. Este numit după Rhea Silvia, o fecioară vestală mitologică și mama fondatorilor Romei, Romulus și Remus.Numele Rheasilvia a fost aprobat oficial de Uniunea Astronomică Internațională (IAU) la 30 septembrie 2011.

## Caracteristici
Craterul ascunde parțial un crater anterior, numit Veneneia, care la 395 kilometri (245 mi) este aproape la fel de mare. 
Rheasilvia are un escarp de-a lungul unei părți a perimetrului său, care se ridică 4–12 kilometri (2,5–7,5 mi) deasupra terenului înconjurător. Fundul craterului se află la aproximativ 13 kilometri (8,1 mi) sub suprafața înconjurătoare. Acest bazin este format din teren ondulat și o movilă centrală de aproape 200 kilometri (120 mi) în diametru, care se ridică 20-25 km de la baza sa, unul dintre cei mai înalți munți cunoscuți din Sistemul Solar și posibil format din cauza unui impact la scară planetară. 
Analizele spectroscopice ale imaginilor Hubble au arătat că acest crater a pătruns adânc prin mai multe straturi distincte ale scoarței și, posibil, în manta, așa cum indică semnăturile spectrale ale olivinei. 
Vesta are o serie de canale într-o regiune ecuatorială concentrică cu Rheasilvia. Acestea sunt considerate a fi fracturi la scară mare rezultate în urma impactului. Cea mai mare este Divalia Fossa, aprox. 22 kilometri (14 mi) în lățime și 465 kilometri (289 mi) în lungime.
Se estimează că impactul responsabil a excavat aproximativ 1% din volumul Vestei și este probabil ca familia Vesta și asteroizii de tip V să fie produsele acestei coliziuni. Dacă acesta este cazul, atunci faptul că fragmente de 10 km au supraviețuit bombardamentelor până în prezent indică faptul că craterul este de cel mult aproximativ 1 miliard de ani.  Ar fi, de asemenea, originea meteoriților HED. Asteroizii cunoscuți de tip V reprezintă 6% din volumul aruncat, restul fragmentelor probabil fie prea mici pentru a fi observate, fie îndepărtate din centura de asteroizi prin apropierea de golul de 3:1 Kirkwood, prin efectul Iarkovsky, sau (în cazul fragmentelor mici) prin presiunea radiației.

## Galerie
|  |  |  |

|  |  |  |